# North Harbour Rugby Union
Die North Harbour Rugby Union (NHRU) ist der Rugby-Union-Provinzverband für die ehemaligen Städte Waitakere City und North Shore City sowie den ehemaligen Rodney District auf der Nordinsel Neuseelands, also den nördlichen Teil des Ballungsraumes von Auckland.
Die Auswahlmannschaft des Verbandes in der nationalen Meisterschaft ITM Cup trägt ihre Heimspiele im North Harbour Stadium in Albany aus. Spieler von North Harbour sind berechtigt, in der internationalen Liga Super Rugby zu spielen und werden von den Blues aufgeboten.
Der Verband wurde 1985 gegründet, nachdem sich mehrere Vereine von der Auckland Rugby Football Union abgespalten hatten. Der bisher größte Erfolg ist der Gewinn des Herausforderungsspiels um den Ranfurly Shield am 24. September 2006 gegen Canterbury.

## Bekannte ehemalige und aktuelle Spieler
| - Frano Botica - Frank Bunce - Troy Flavell - Rico Gear - Ian Jones - Walter Little | - Jonah Lomu - Luke McAlister - Glen Osborne - Eric Rush - Wayne Shelford - Tony Woodcock - Rudi Wulf |

## Angeschlossene Vereine
| - East Coast Bays - Glenfield - Helensville - Kumeu - Mahurangi - Marist | - Massey - Northcote - North Shore - Royal New Zealand Navy - Silverdale - Takapuna |